# 5121 Numazawa
Az 5121 Numazawa (ideiglenes jelöléssel 1989 AX1) a Naprendszer kisbolygóövében található aszteroida. Janai Maszajuki és Vatanabe Kazuró fedezte fel 1989. január 15-én.